# Николаевка (Лугинский район)
Николаевка (укр. Миколаївка, до 2016 г. — Чапаевка) — село на Украине, находится в Лугинском районе Житомирской области.
Код КОАТУУ — 1822886502. Население по переписи 2001 года составляет 212 человек. Почтовый индекс — 11312. Телефонный код — 4161. Занимает площадь 0,86 км².

## Адрес местного совета
11300, Житомирская область, Лугинский р-н, с.Топильня, ул.Центральная, 61